# Kakucs Ring
Der Kakucs Ring ist eine permanente Motorsport-Rennstrecke für Renn- und Rallycrossveranstaltungen in Kakucs im Komitat Pest nahe Budapest in Ungarn. Er liegt 35 km von Budapest entfernt, an der Autobahn M5 in Richtung Kecskemét, zwischen Inárcs und Újhartyán.

## Geschichte
Der Kakucs Ring wurde 2007 als Kartbahn eröffnet. Seit 2010 werden auch Rally- und Motocross-Rennen durchgeführt.

## Streckenbeschreibung
Die Anlage wurde auf einem 25 Hektar großen Gelände errichtet. 2015 wurde eine separate Motocross-Übungsstrecke im Südosten des Geländes angelegt, die aber seitdem nur noch selten genutzt wird. Neben dem asphaltierten, in beide Richtungen befahrbaren Rundkurs mit einer Breite von 8 bis 16 Metern gibt es auch geschotterte Abschnitte. Diese wurden 2017 zwischenzeitlich asphaltiert. Erst 2022 wurden wieder 2 geschotterte zusätzliche Abschnitte hinzugefügt.

## Veranstaltungen
Neben Trackdays finden Clubsportveranstaltungen in den folgenden Disziplinen statt:
- Kartsport
- Supermoto
- Motorrad-Rennen
- Motocross
- Rallycross